# Ren Hwa Shan
Ren Hwa Shan (romanización de 单人骅, pinyin: Shan Renhua) (1909 - 1986) fue un taxónomo, y botánico chino. Desarrolló actividades académicas en el Instituto de Botánica de Jiangsu, en Nankín, siendo especialista en Apiaceae.

## Algunas publicaciones
- ren-chang Ching, kung-hsieh Shing. 1983. A Monographic Revision of the Fern Genus Neolepisorus Ching. Acta Phytotaxonomica Sinica 21 ( 3): 266-276
- La abreviatura «R.H.Shan» se emplea para indicar a Ren Hwa Shan como autoridad en la descripción y clasificación científica de los vegetales.[4]